# Biblis hyperia
Biblis hyperia är en fjärilsart som beskrevs av Pieter Cramer 1797. Biblis hyperia ingår i släktet Biblis och familjen praktfjärilar. Inga underarter finns listade i Catalogue of Life.

## Bildgalleri

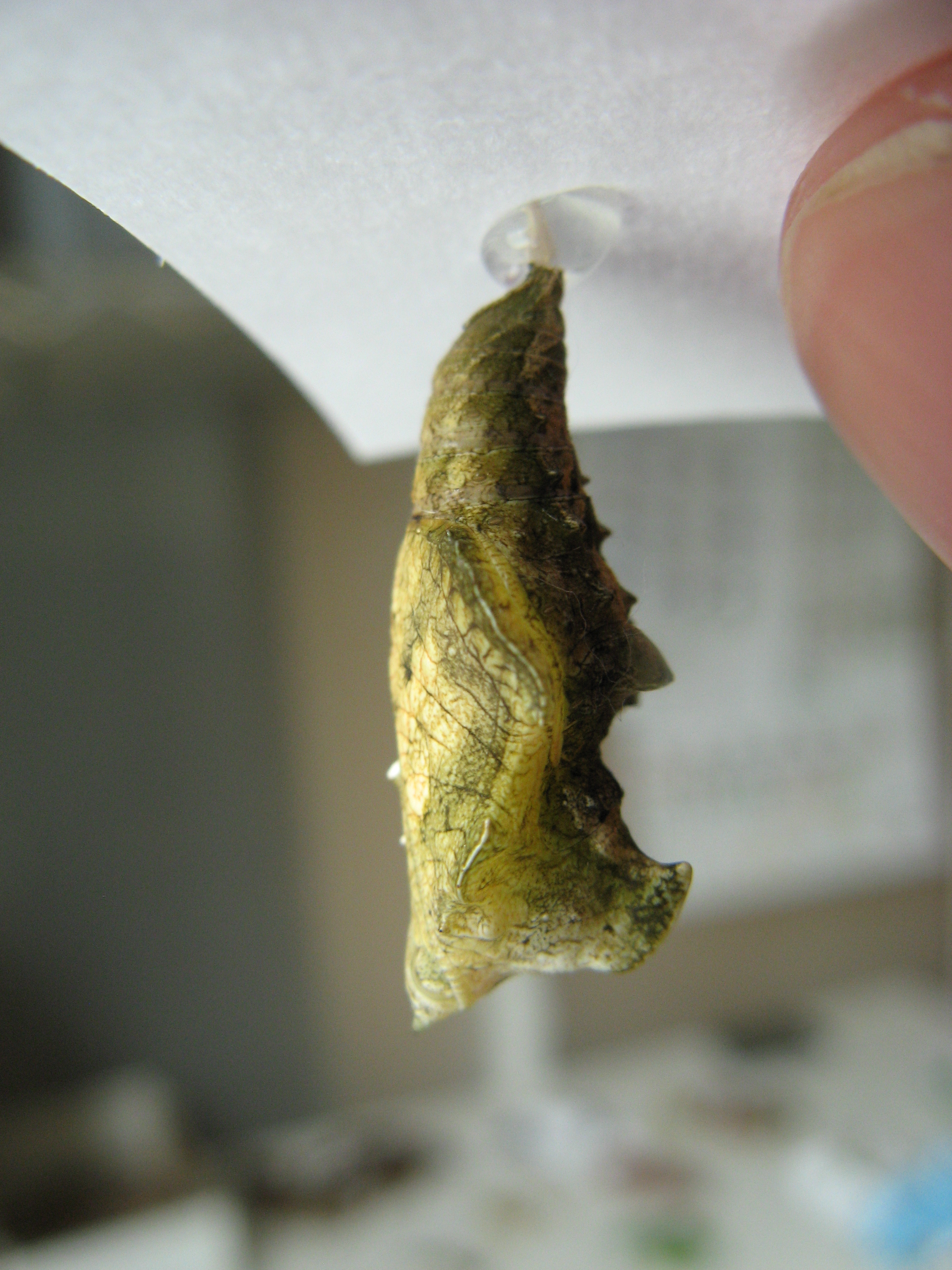
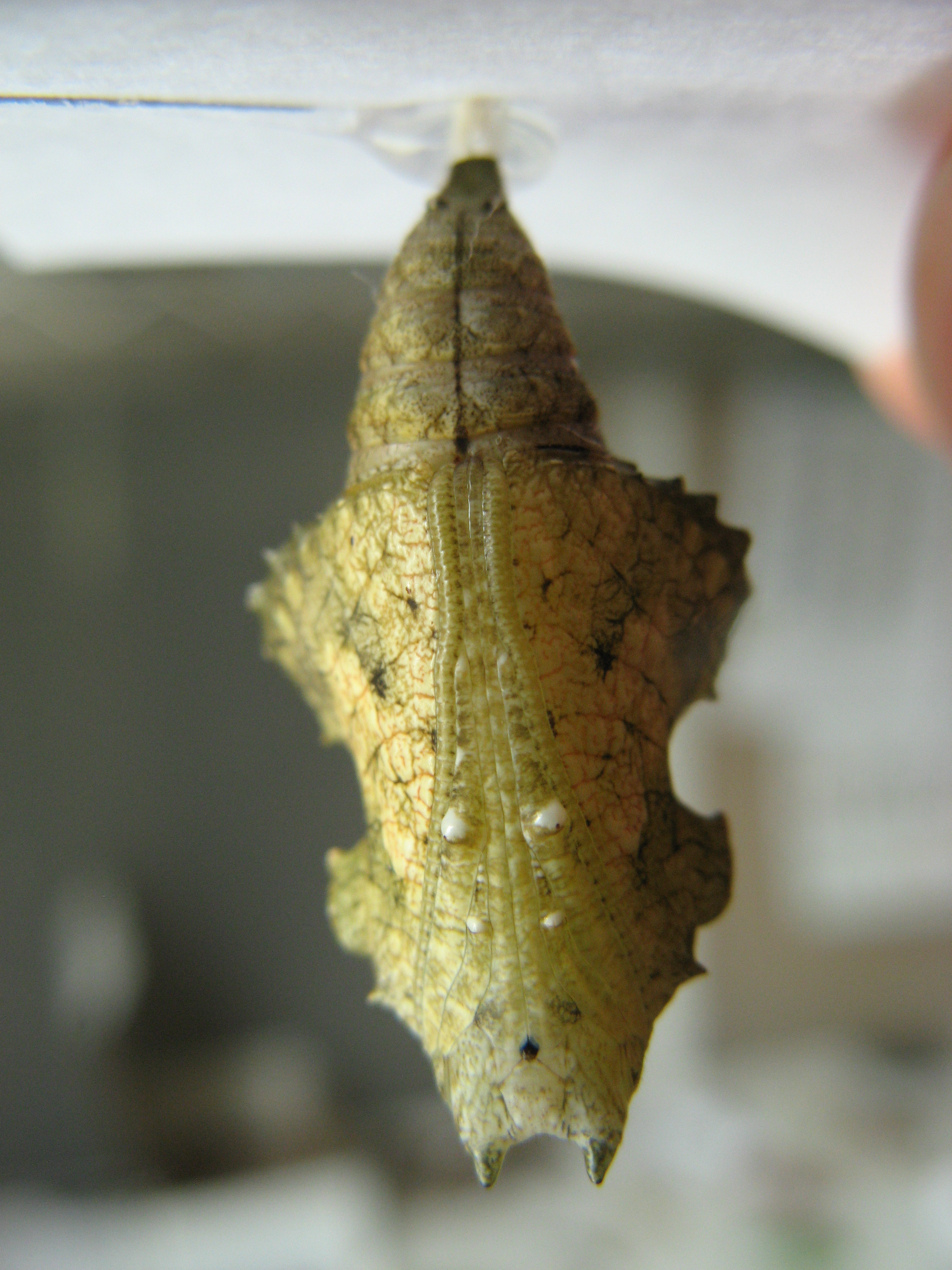
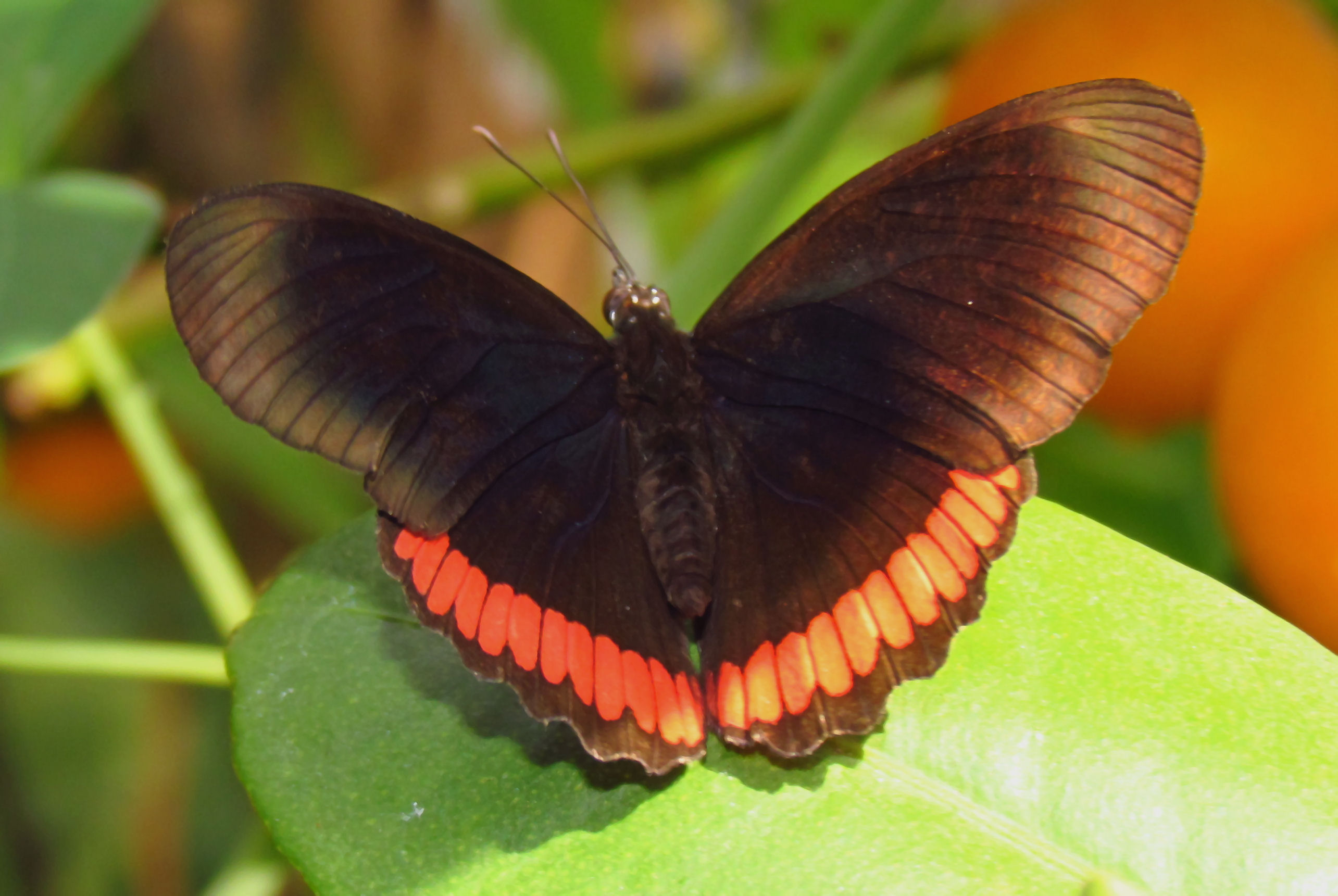
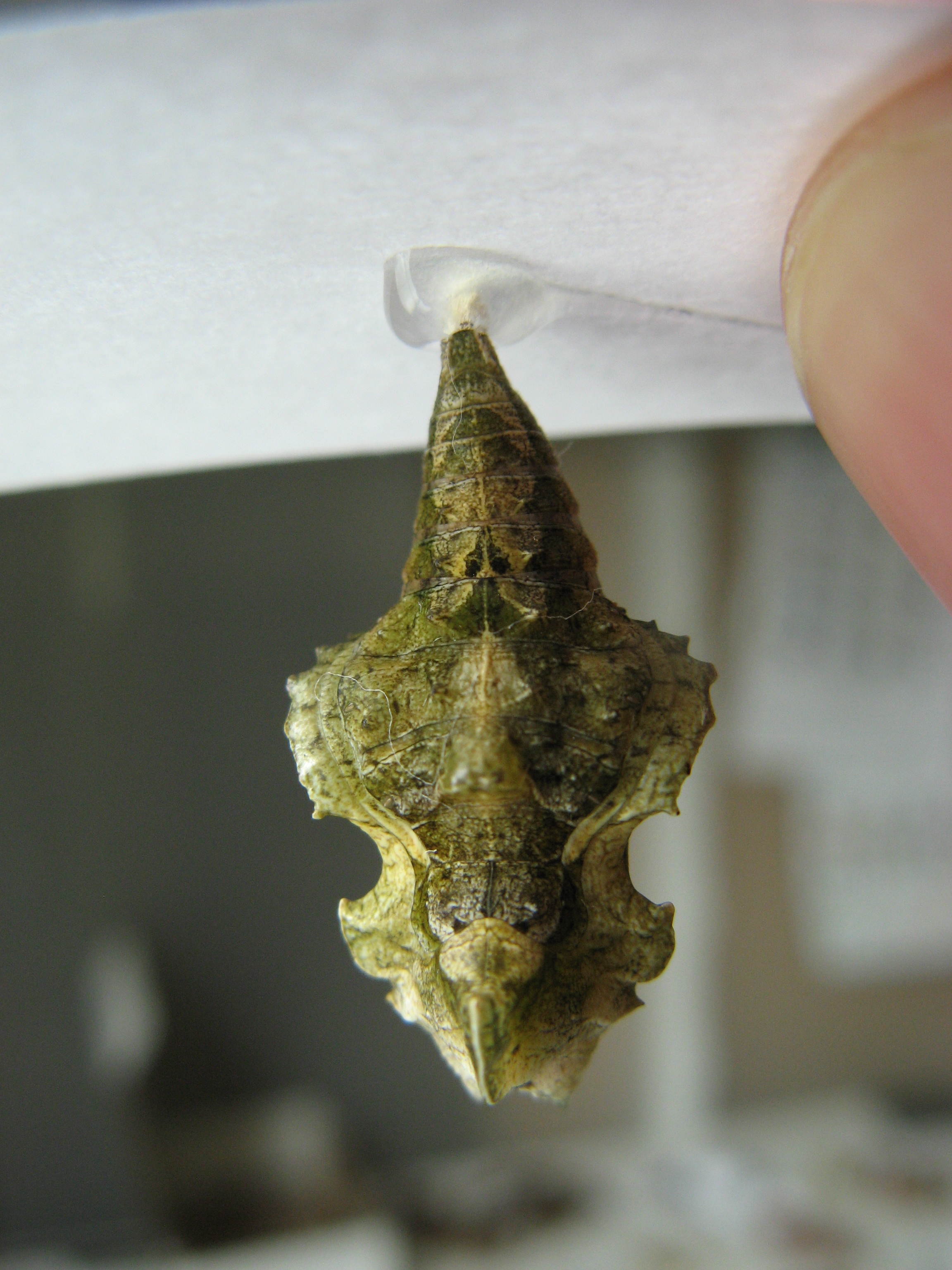
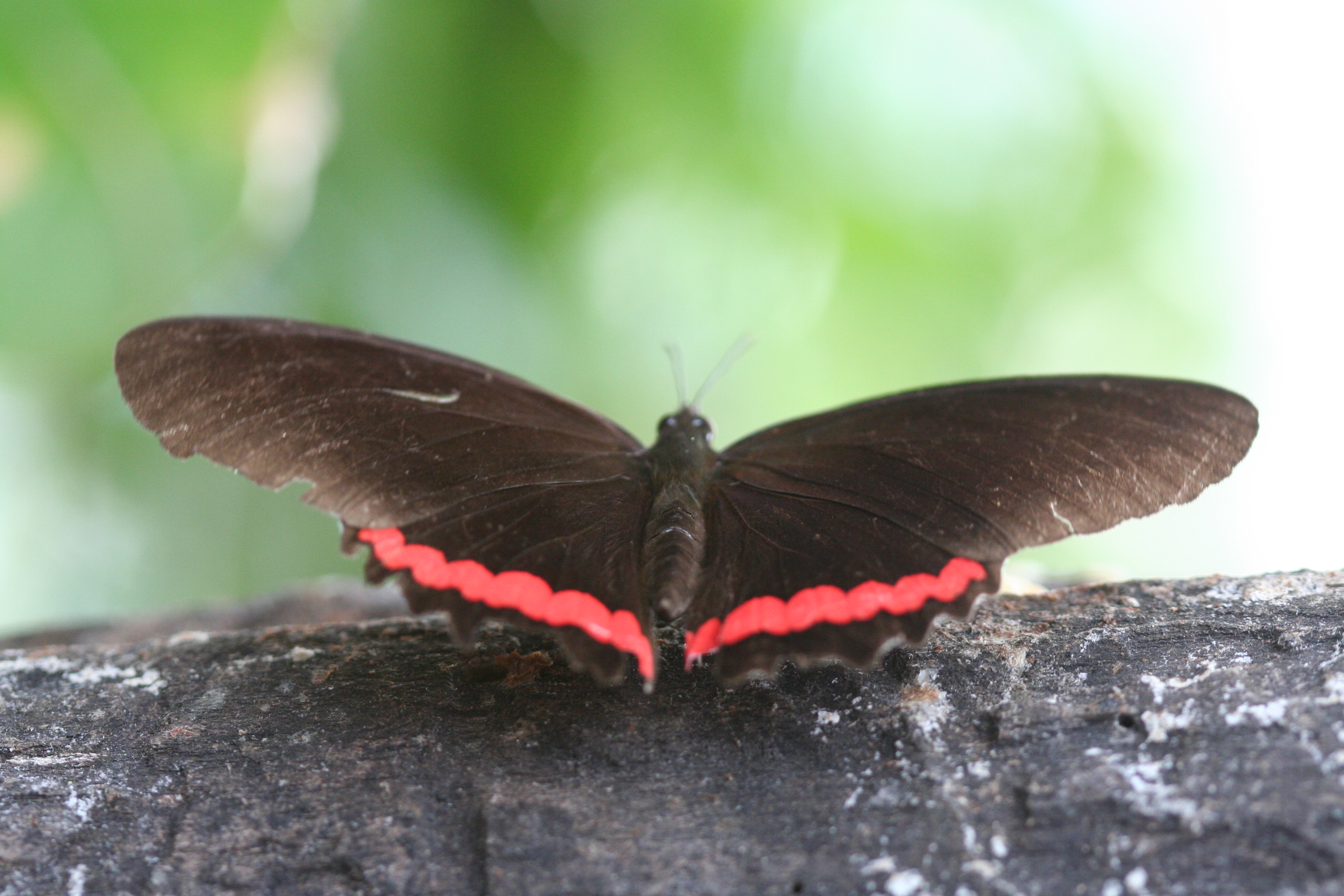
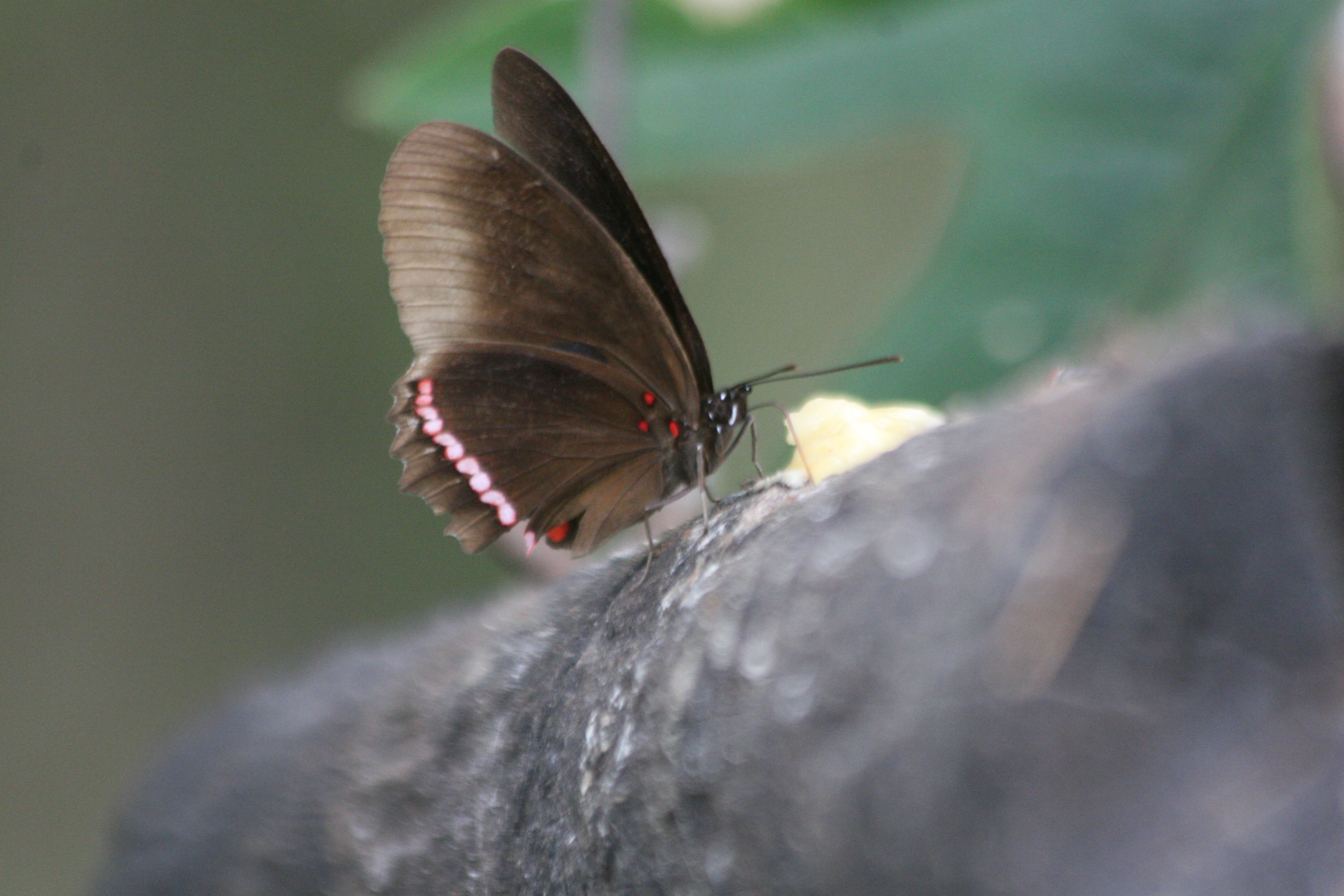